# Vrdnička kula
Vrdnička kula (mađ. Rednak, Rednuk) je kula na Fruškoj gori, nedaleko od Vrdnika, 15 km južno od Novog Sada. Dio je bivšeg utvrđenog grada Vrdnika. Spomenik kulture od velikog značaja.
Visoka je 18,5 metara i nalazi se sjeverno od Vrdnika na pola sata hoda, na 383 metra nadmorske visine. 

## Povijest
Povijesni spisi prvi put spominju utvrđeni grad Vrdnik 1315. godine. Od njega je ostala samo ova donžon kula s nešto malo bedema i ruševinom jedne kule. Kad je istraživan lokalitet, otkriveni su predmeti iz doba rimske tetrarhije i cara Proba (276.—282.) koji je iz Sirmiuma upravljao dijelom Rimskog Carstva. To ukazuje da je prvobitno utvrda na ovom mjestu podignuta još u njegovo doba kao promatračnica ili predstraža samom Sirmijumu.
Do danas nisu vršena nikakva istraživanja (arheološka, arhitektonska niti povijesna), tako da nema potankih podataka o izgledu ni o prošlosti Vrdnika, ali je napravljena geodetska podloga utvrde.

## Vanjske poveznice
- (srp.) SANU Spomenici kulture u Srbiji: Vrdnička kula
- (srp.) Туристичка организација општине Ириг - Врдничка кула[neaktivna poveznica]
- (srp.) ПСД Zmajevac - O Vrdniku  Arhivirana inačica izvorne stranice od 3. ožujka 2013. (Wayback Machine)
- (srp.) Ekoradio - Vrdnička kula  Arhivirana inačica izvorne stranice od 11. listopada 2011. (Wayback Machine)
- (srp.) Republički zavod za zaštitu spomenika kulture - Beograd
- (srp.) Lista spomenika
- (srp.) Republički zavod za zaštitu spomenika kulture - Beograd/Baza nepokretnih kulturnih dobara